# Da Riva (famiglia mantovana)
I da Riva furono una famiglia nobile di Mantova.

## Storia
La famiglia trasse il nome da Riva di Suzzara, nella quale godettero di diritti feudali. In epoca comunale erano, assieme ai Casalodi, tra le famiglie più potenti di Mantova. Nella metà del Duecento furono cacciati dalla città dai Gaffari, stabilendosi a Suzzara. Fecero rientro a Mantova nel 1266 appoggiati dagli Arlotti.
Giovanni Enrico da Riva fu podestà di Milano nel 1251. Bardellone dei Bonacolsi, signore di Mantova, sposò Anastasia da Riva, figlia di Corsagnone.